# Франачко-лангобардски ратови
Франачко-лангобардски ратови представљају три ратна сукоба Франака и Лангобарда у периоду од 754. до 774. године. Франци су однели победе у сва три рата након којих је њихова моћ у Италији учвршћена. 

## Први франачко-лангобардски рат
На позив папе Стефана III кога су угрожавали Лангобарди, Пипин Мали је кренуо 754. године са јаком војском у Италију преко Мон Сенија. Пошто су Франци сломили отпор Лангобарда у теснацу Сузе, лангобардски краљ Аистулф повукао се у тврђаву Павија где се предао после неколико дана, уз обавезу да врати папи одузете земље и да га неће подвргавати никаквим наметима. 

## Други франачко-лангобардски рат
Чим се франачка војска вратила преко Алпа, Аистулф је поново почео да врши притисак на папу. Стога је Пипин Мали поново кренуо у Италију истим правцем (756. година). Док су Лангобарди на утврђеном положају очекивали фронталан напад дуж пута у теснацу Сузе, Франци су га обишли и принудили их на повлачење без борбе. Аистулф се опет затворио у Павији, а затим се предао под тежим условима. Морао је примити сизеренство франачког краља, а бивше византијске поседе, земље Равенског егзархата, предати папи. Тако је настала Папска држава. 

## Трећи франачко-лангобардски рат
Трећи поход на Лангобарде извршен је у оквиру франачке експанзије. Карло Велики је 773. године кренуо у Италију у две колоне. Главну колону водио је лично преко Мон Сенија, а поноћну под Бернхардом упутио је преко Великог Светог Бернара. Дезидерије, краљ Лангобарда, затворио је поново теснац код Сузе, али су његове снаге заобиђене, па се повукао и затворио у Павију коју су Франци опсели септембра 773. године. Павија се предала тек после 10 месеци (774. година). Дезидерије је збачен, а Карло Велики се прогласио краљем Лангобарда. Тиме је учвршћена франачка превласт у Италији. Извесно време сачували су независност само војводства Фурландија, Сполето и Беневенто.